# Bavette d’aloyau

Lage in einer Rinderhälfte

Als Bavette d’aloyau bezeichnet man nach französischer Teilung ein Teilstück der Bauchlappen des Rindfleischs.
Es wird aus der hinteren Dünnung abgetrennt, was im Deutschen auf ähnlicher Weise dem Schliem entspricht. Es gilt als zart und saftig und ist zum Grillen, Kochen und Kurzbraten geeignet. In der amerikanischen Zerlegetechnik werden teilweise Flanksteaks entsprechend zugeschnitten.